# 藺灘波島
藺灘波島（いなんばじま）は、伊豆諸島の島。行政上は、東京都御蔵島村に属する。
漢字表記が難しいため「イナンバ島」とカタカナ書きで表記されることも多い。

## 地理
御蔵島の南西約35キロメートルの海上に位置する無人島。地形的には水深1,600から1,800メートルの御蔵海盆からそびえている孤立した突岩である。周囲は約580メートル、面積は約15,865平方メートル、最頂部は高さ約75メートル。島の周囲は急峻であるが南壁下には島から連なる岩礁があり唯一上陸可能な地点となっている。

## 生物相
黒潮の流れの直中に位置しており、島の周辺の海は魚が豊富に生息するため、釣り師やダイバーにとっては憧れの島となっている。また、過去にはニホンアシカも生息していた。

## 交通
定期航路は存在せず、渡島には伊豆下田や神津島などから漁船をチャーターする必要がある。ただし他の島から距離があり、チャーターできる船は近海許可船に限られるため注意が必要である。